# Theater an der Elbe

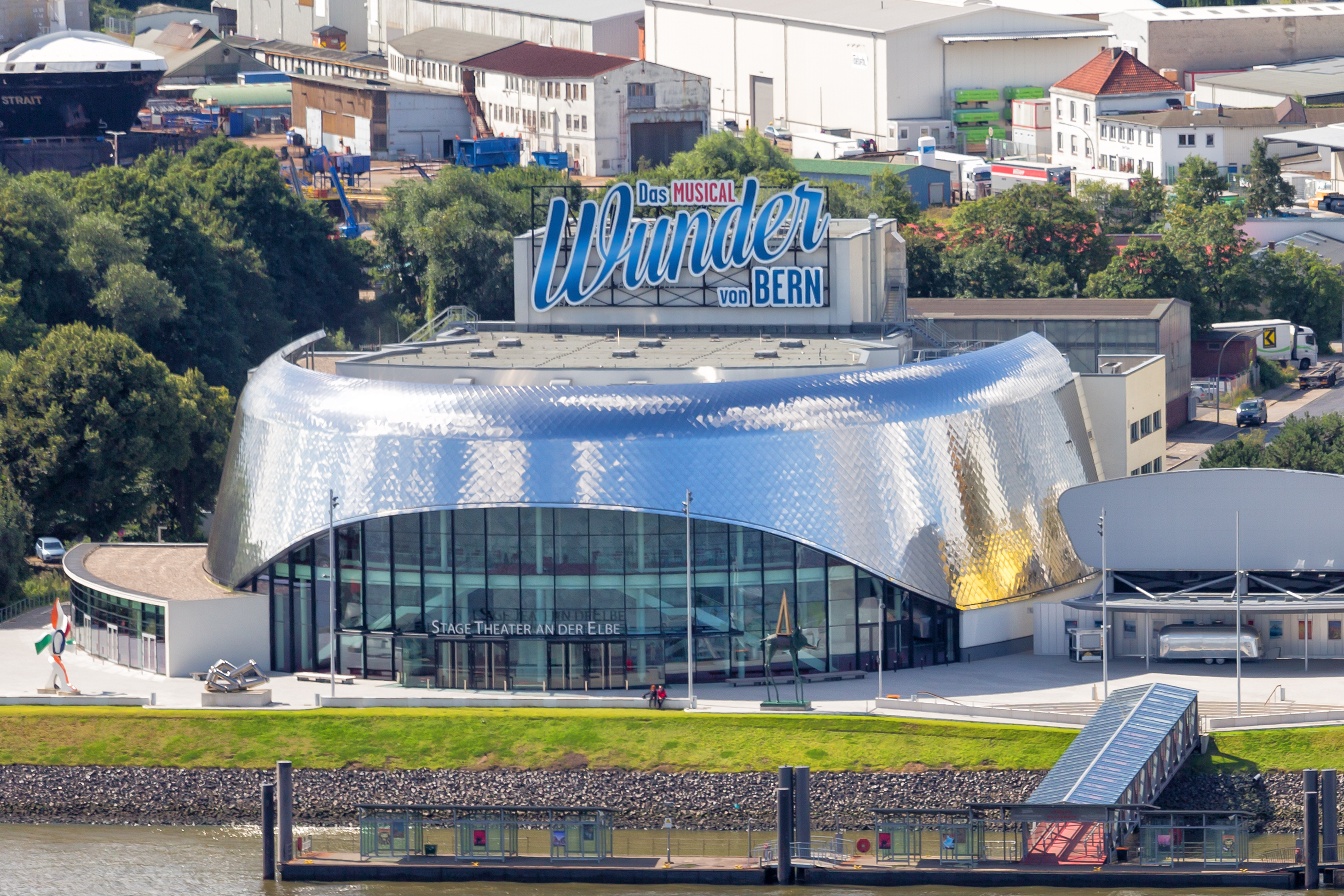
Das „Theater an der Elbe“ (August 2016)

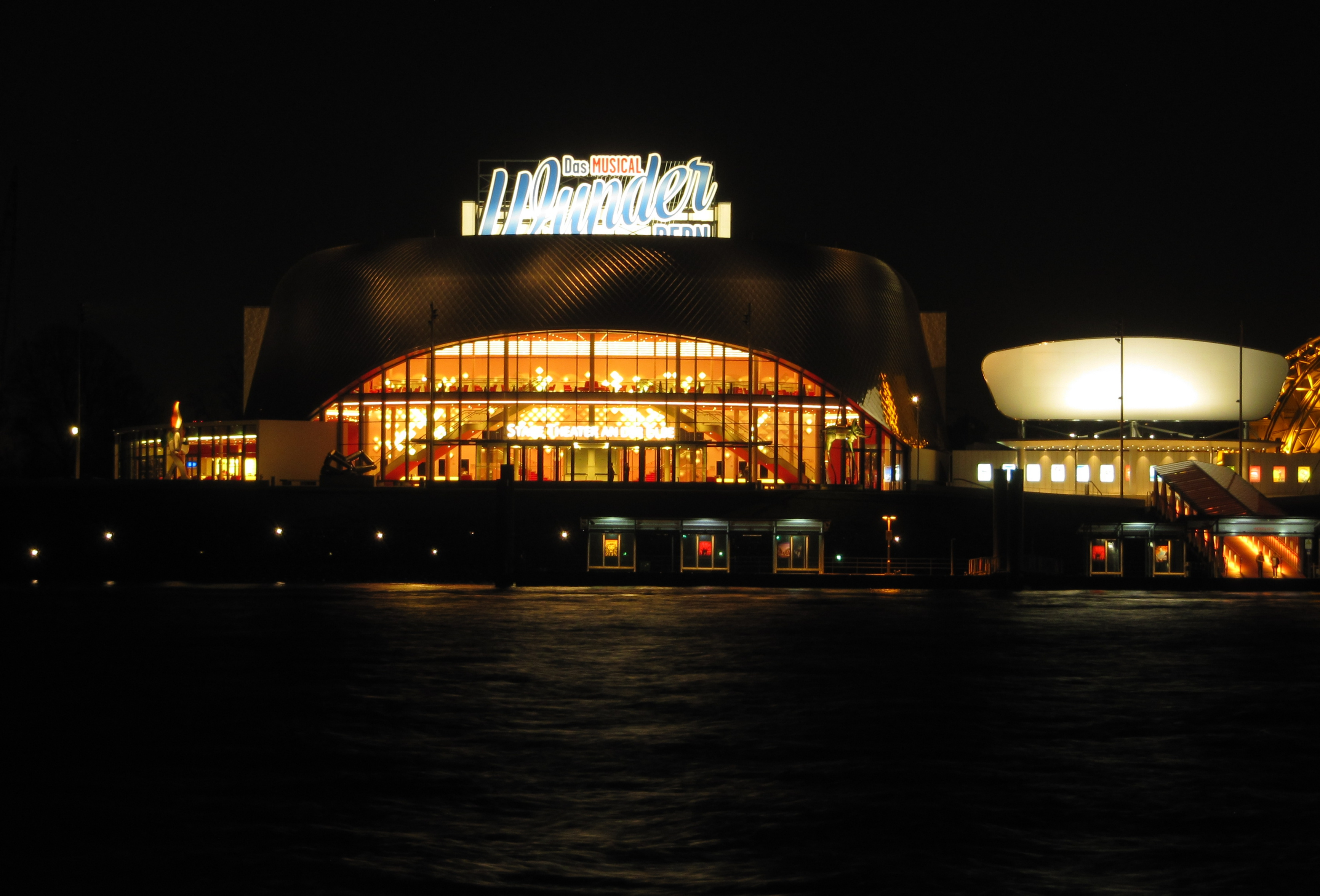
Das „Theater an der Elbe“ bei Nacht (Dezember 2015)

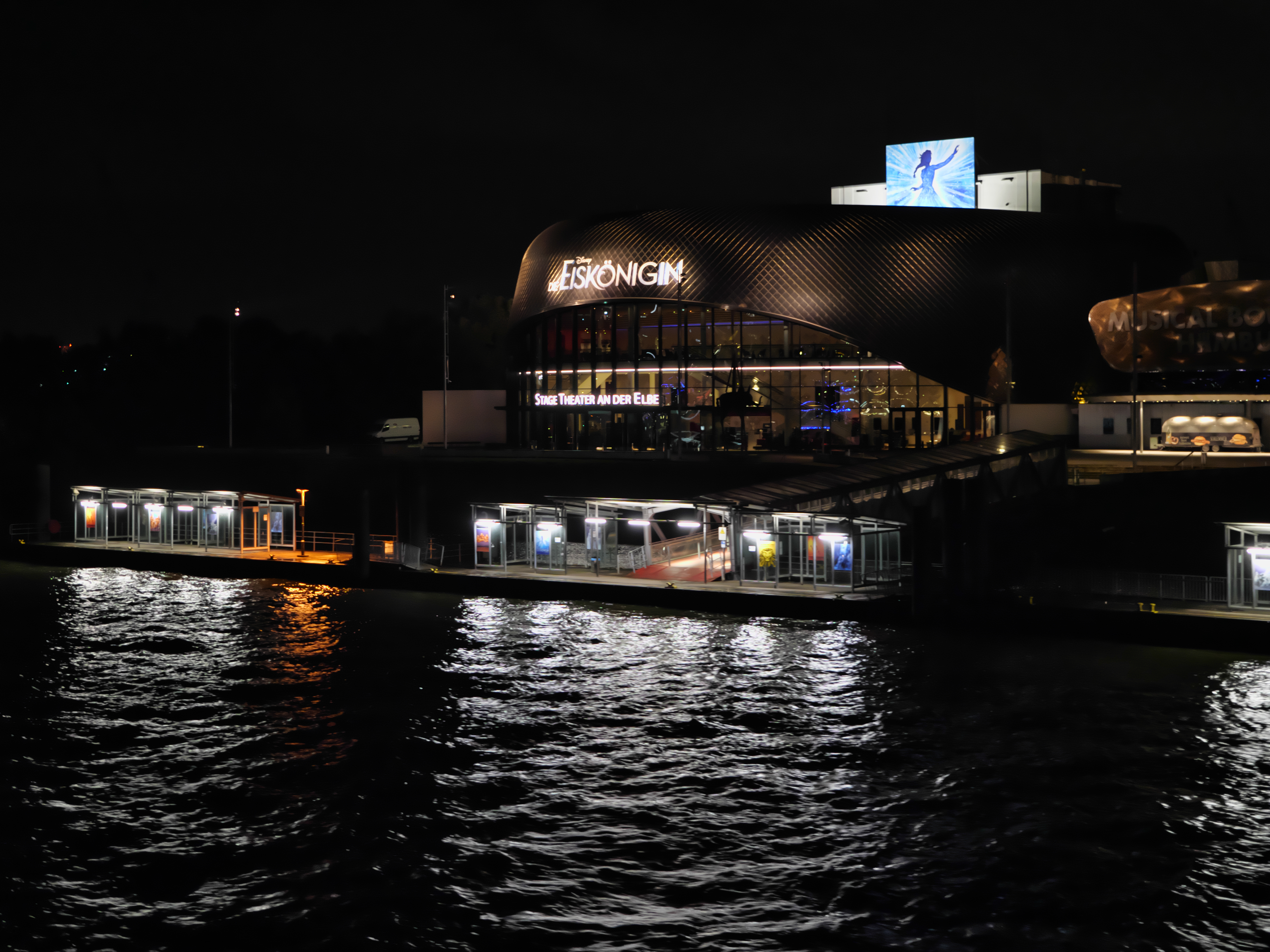
Das „Theater an der Elbe“ bei Nacht (September 2021) bei Nacht von der Elbe aus gesehen

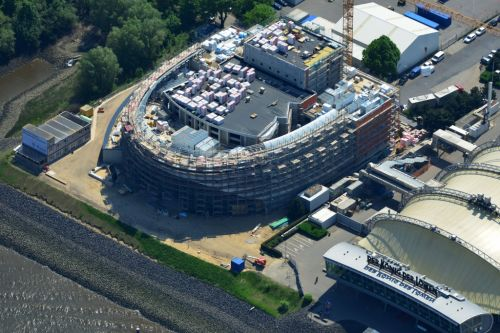
Neubau des Musical-Theaters von Stage Entertainment im Hamburger Hafen

Das Theater an der Elbe (Eigenbezeichnung: Stage Theater an der Elbe) ist ein Musical-Theater der Stage Entertainment Group im Hamburger Stadtteil Steinwerder.

## Gebäude
Das Haus befindet sich direkt neben dem „Theater im Hafen Hamburg“ von Stage Entertainment. Die Bauarbeiten auf dem Gelände der früheren Stülcken-Werft begannen im Oktober 2011, Richtfest wurde am 13. März 2013 gefeiert. Den Namen des Theaters gab Stage Entertainment im Dezember 2013 bekannt. Die Architektur ist modern, die Fassade besteht aus 10.000 Edelstahlschindeln, das Foyer ist zweigeschossig, die Glasfassade des Innenbereichs teilweise bis zu 12 Meter hoch. Das „Theater an der Elbe“ bietet 1.850 Sitzplätze. Genau wie das benachbarte „Theater im Hafen Hamburg“ ist auch der neue Theaterbau über eine Fähre von den St. Pauli-Landungsbrücken aus erreichbar.

## Aufführungen
Am 23. November 2014 wurde das Musical-Theater mit der Uraufführung des Musicals Das Wunder von Bern von Gil Mehmert, Martin Lingnau und Frank Ramond, basierend auf Sönke Wortmanns gleichnamigem Film, eröffnet.
| Premiere           | Deniere            | Musical                          | Genre           | Veranstalter        | Anmerkungen         |
| ------------------ | ------------------ | -------------------------------- | --------------- | ------------------- | ------------------- |
| 23. November 2014  | 05. Januar 2017    | Das Wunder von Bern              | Musical         | Stage Entertainment | Weltpremiere        |
| 19. Januar 2017    | 03. September 2017 | Ich war noch niemals in New York | Jukebox-Musical | Stage Entertainment |                     |
| 17. September 2017 | 28. Januar 2018    | Tanz der Vampire                 | Musical         | Stage Entertainment |                     |
| 25. Februar 2018   | 18. August 2019    | Mary Poppins                     | Musical         | Stage Entertainment |                     |
| 29. September 2019 | 12. März 2020      | Pretty Woman                     | Musical         | Stage Entertainment | Deutschlandpremiere |
| 08. November 2021  | 29. September 2024 | Die Eiskönigin – Das Musical     | Musical         | Stage Entertainment | Deutschlandpremiere |
| 01. Dezember 2024  |                    | MJ – Das Michael Jackson Musical | Musical         | Stage Entertainment | Deutschlandpremiere |